# Alexandru A. Suțu
Alexandru Alexandru Suțu (Sutzu, Soutzo) (n. 30 noiembrie 1837, București, d. 22 septembrie 1919) a fost un pionier al psihiatriei române, primul psihiatru român, primul profesor universitar de psihiatrie, primul autor de lucrări științifice de specialitate, primul organizator al asistenței moderne a bolnavilor psihici, pionier al psihosomaticii, promotor al legislației psihiatrice moderne în România.

## Viața
Fiul marelui cămăraș (șambelan) Alexandru Suțu-Dragomanaki (nepot de frate al domnului Alexandru Nicolae Suțu) și al Mariei Hrisomali, a fost doctor în medicină al Facultăților din Atena (1863) și Paris (1865). Întors în țară, a devenit fondatorul Catedrei de Psihiatrie din România, medic șef al ospiciului de alienați Mărcuța din București (1866-1909), directorul ospiciului Mărcuța (1867-1878 și 1880-1892), fondatorul și redactorul Gazetei spitalelor (Paris, 1867), unul dintre redactorii Gazetei medico-chirurgicale a spitalelor’’ (1870-1880), fondatorul sanatoriului pentru alienați Caritatea din București (unde a fost internat în mai multe rânduri poetul Mihail Eminescu și unde a și decedat), profesor de medicină legală la Universitatea din București (1879), efor al spitalelor civile române (1892), fondatorul Jurnalului psihiatriei și medicinei legale (1884), membru al Consiliului sanitar superior (1896), membru corespondent al Academiei române (1888), expert în psihiatrie medico-legală a Tribunalului.
Alexandru Suțu a fost căsătorit cu Eliza Zădăriceanu și a fost tatăl doctorului Alexandru Suțu (1876 - 1925). A fost înmormântat în Cimitirul Bellu din București.

## Opera
- Considérations sur la dyspepsie essentielle, 1865
- Corpul, cugetul și acțiunile, 1867
- Tuberculoza, 1867
- Omuciderea, 1868
- Considerațiuni asupra epilepsiei și maniei epileptice, 1868
- Jurisprudența și medicina, 1869
- Ospiciulu Mărcuța. Relațiuni clinice și medico-legale, 1869
- Smintiții în libertate, 1870
- Civilisațiunea și educațiunea în raport cu afecțiunile nervoase, 1871
- Despre fisionomia alienaților, 1871
- Mania lucidă, 1871
- Mania de ceartă. Studiu medico-legal, 1872
- Efectele alcoolismului asupra afecțiunilor chirurgicale, 1872
- Medloace practice de a combate beția, 1872
- Influența musicii asupra morbelor nervoase și mintale, 1872
- Starea mintală a bătrânului, 1872
- Sistemele penitenciare și codul penal, 1872
- Causele erisipelului, 1873
- Paralisie labio-gloso-laringee, 1873
- Pasiunile, mendicitatea, libertinagiul, alcoolismul, 1873
- Pauperismul, libertinagiul și alcoolismul, 1873
- Despre prognosa în morbele mintale, 1873
- Condițiuni în care se dezvoltă alienațiunea mintală, 1874
- Consecința și neconsecința, 1874
- Studiu asupra maniei, 1874
- Studiu asupra melancoliei, 1874
- Alcoolismul la nutrice, 1874
- Alienațiuni complicate, 1874
- Evoluțiunea și ereditatea, 1874
- Efectele variolei și ale febrei tifoide asupra sistemului nervos, 1874
- Hipocondria și transformațiunile ei, 1875
- Histeria și manifestațiunile ei mintale, 1875
- Transfuziunea sângelui în morbele mintale, 1875
- Crima și alienațiunea mintală, 1875
- Digitala în excitațiunea maniacă a epilepsiei, 1876
- Perioada prodromică a paralisiei generale, 1876
- Stimulațiunea alienațiunei mintale, 1876
- Graviditatea și alienațiunea mintală, 1876
- Manii diatesice, 1876
- Manii simpatice, 1876
- Alienatulu în fața societății și sciinței, 1877
- Institutulu Caritatea pentru căutarea morbelor nervoase și mintale, 1877
- Tuberculoza în morbele mintale, 1878
- Asistența publică a alienaților și baronul Mundy, 1878
- Insomnia și delirul, 1879
- Supra-activitatea mintală și efectele ei, 1879
- Studiu medico-legal asupra asfixiilor, 1880
- Mania morală în raport cu responsabilitatea legală, 1885
- Clasificarea psichoselor, 1900

## Legături externe
- Membrii Academiei Române din 1866 până în prezent – S